# Hilton Hotel (Boedapest)
Het Hilton Hotel in Boedapest in Hongarije, ligt op de Boedaheuvel en vlak nabij het Vissersbastion (Hálász-Bástya) en de Matthiaskerk.
Een deel van het Hilton Hotel was de vroegere dominicanenkloosterkerk, ernaast is de Matthiaskerk te zien. De Táncsics Mihály utca komt uit op het kleine Hess András tér, met het restaurant Fortuna. Dit pleintje is karakteristiek voor het Burchtkwartier. Aan de andere kant van de Matthiaskerk verrees op de plaats van fundamenten en restanten van de vroegere kerk en gebouwen, het moderne Hilton Hotel.
De resten van de hier in de 13e eeuw gebouwde dominicanerkerk en -klooster zijn in het hotel geïntegreerd. Behouden bleven de kruisgang en de gotische Sint-Nikolaastoren (Szent-Miklós-torony). In de gerestaureerde barokke façade van het voormalige jezuïetencollege ligt nu de hoofdingang van het hotel. 
Vanuit de hal van het Hilton Hotel (aan de Hess András tér) is op de muur een afbeelding van koning Matthias te zien. Vanuit de andere hal kijkt men recht op de Matthiaskerk en de witte torens van het Vissersbastion uit.